# Cyclopentolat
Cyclopentolat ist ein anticholinerger Wirkstoff aus der Gruppe der Mydriatika, der in der Augenheilkunde in Form von Augentropfen zur Erweiterung der Pupille und zur Lähmung der Akkommodation zur Anwendung kommt.  Es ist ein Racemat und ein Derivat von Atropin, das für dieselben Anwendungsgebiete eingesetzt wird. Die Wirkungen treten schneller ein als bei Atropin und halten zwischen 6 und 24 Stunden, auch kürzer als bei der Gabe von Atropin, an. 
In Arzneimitteln wird Cyclopentolat als (RS)-Cyclopentolathydrochlorid [(RS)-Cyclopentolat·HCl] eingesetzt, also als Racemat. Es ist ein weißes, kristallines Pulver.